# Caminemos pisando las sendas de nuestra inmensa felicidad
Caminemos pisando las sendas de nuestra inmensa felicidad («Camminiamo calcando i sentieri della nostra immensa felicità»; a volte indicato come Caminemos pisando la senda, «Camminiamo calcando il sentiero») è l'inno nazionale della Guinea Equatoriale.

## Storia
Il testo fu scritto dal musicista e scrittore Atanasio Ndongo Miyone, nel contesto della decolonizzazione del paese e con un tema anticolonialista. La musica fu composta da Ramiro Sánchez López, tenente spagnolo e vicedirettore musicale del quartier generale dell'esercito a Madrid; per la composizione ricevette un compenso di 25000 pesetas.
L'inno fu eseguito la prima volta nel giorno dell'indipendenza, il 12 ottobre 1968.
Il 18 giugno 2021, il delegato allo sport della Guinea Equatoriale, Rodolfo Bodipo Diaz, ha annunciato l'obbligatorietà di eseguire l'inno prima di tutti gli eventi sportivi, decisione presa per «incoraggiare e promuovere l'orgoglio nazionale e lo spirito patriottico dalla base» (in riferimento ai giovani).

## Testo
| Testo spagnolo | Traduzione |
| --- | --- |
| Caminemos pisando las sendas De nuestra inmensa felicidad. En fraternidad, sin separación, ¡Cantemos Libertad! Tras dos siglos de estar sometidos Por la dominación colonial, En fraterna unión, sin discriminar, ¡Cantemos Libertad! ¡Gritemos viva, libre Guinea, Y defendamos nuestra Libertad. Cantemos siempre, libre Guinea, Y conservemos siempre la unidad. ¡Gritemos viva, libre Guinea, Y defendamos nuestra Libertad. Cantemos siempre, libre Guinea, Y conservemos, y conservemos La independencia nacional. | Camminiamo calcando i sentieri Della nostra immensa felicità. In fraternità, senza divisione, Cantiamo la Libertà! Dopo due secoli da sottomessi Dalla dominazione coloniale, In unione fraterna, senza discriminazione, Cantiamo la Libertà! Gridiamo evviva la Guinea libera E difendiamo la nostra Libertà. Cantiamo sempre la Guinea libera E conserviamo sempre l'unità. Gridiamo evviva, evviva la Guinea libera, E difendiamo la nostra Libertà. Cantiamo sempre la Guinea libera E conserviamo, e conserviamo L'indipendenza nazionale. |